# Stordämman
Stordämman är en ö i Finland. Den ligger i Finska viken och i kommunen Raseborg i den ekonomiska regionen  Raseborg i landskapet Nyland, i den södra delen av landet. Ön ligger omkring 72 kilometer väster om Helsingfors.
Öns area är 6,1 hektar och dess största längd är 360 meter i sydöst-nordvästlig riktning. Ön höjer sig omkring 20 meter över havsytan.